# ジョグジャカルタ原則
ジョグジャカルタ原則（ジョグジャカルタげんそく）は、2006年11月6日から9日にかけてインドネシアのジョグジャカルタ市にあるガジャ・マダ大学の国際会議にて、国際法律家委員会や元国際連合人権委員会構成員、および有識者たちが草稿に基いて議論したのち採択された。
正式名称は、性的指向と性同一性に関わる国際人権法の適用に関する原則（せいてきしこうとせいどういつせいにかかわるこくさいじんけんほうのてきようにかんするげんそく）。

## 概要
この原則は、異性以外に性的指向を持つ者や、性同一性が外性器に由来する身体的性別と対応しない人も含め全ての人の人権を保障し、一切の差別や弾圧を厳禁するため、全ての国家が遵守すべき国際法規の基準を提案している。同原則の原文は英文であるが、他に国連公用語である、スペイン語、フランス語、ロシア語、中国語、アラビア語の正文も存在する（外部リンクにて入手可能）。
2008年12月18日、世界人権宣言採択60周年を記念して国連総会に提出された「性的指向と性同一性に関する声明（en）」（アラブ連盟の反対で未採択）は、同性結婚や性別適合手術への健康保険適用の必要性が盛り込まれた「モントリオール宣言」に加えて、このジョグジャカルタ原則を踏まえたものである。因みに、「性的指向と性同一性に関する声明」では、性的指向や性同一性による差別を行った者の処罰の必要性が記され、日本も賛成の意を示している。
なお2010年8月には当原則のさらに具体的な解説と当原則を踏まえて、人権活動家のために国際人権組織の活動を紹介した「Activist's Guide」が多言語版の翻訳と共に発表されている。
2011年6月17日には、性的指向と性同一性に関する声明とウィーン宣言及び行動計画の実現のため、国際連合人権理事会は国際連合人権高等弁務官に2011年12月までに、全世界の性的指向と性同一性による人権蹂躙の詳細の調査を求め、その問題を理事会で審議するという決議を採択した。これを受け、国際連合人権高等弁務官事務所は2011年11月17日付けで報告書を作成した。名誉の殺人、雇用における差別、高い自殺率、法的性別と名の変更、偏見やステレオタイプ払拭のための報道機関の役割、LGBTとヘルスケアの問題など広く問題が取り上げられ、勧告がなされている。国連薬物犯罪事務所も人道上特別の配慮の必要性のある囚人に関連して当原則を引用している。
2017年11月10日に起草された『YP+10』と略称される追加文書では、ジョグジャカルタ原則を補足するものとして、新規に第30〜第38原則を追加し、新たな概念を導入し、既存原則にも追記を行った。これによりインターセックスにも関連した性的特徴にも言及され、インターセクショナリティを前提とした内容に更新された。

## 構成
それぞれ、『紹介（Introduction）』と『署名者（Signatories）』を除いた本文は次の構成になっている。

### 原文
- 前文
  - コーテーション付きで、『性的指向（sexual orientation）』、『性同一性（gender identity）』の語を導入[8]。
- 第1〜第29原則
- 追加勧告（a〜pまでの16項目）

### YP+10
- 前文
  - 更に『性表現（gender expression）』、『性的特徴（sex characteristics）』の語を導入[9]。
- 第30〜第38原則
- 既存原則への追記（12個の原則に対して）
- 追加勧告の追加（Q,Rの2項目）

### 署名者
オリジナルの署名者は29名、YP10の署名者は33名。その内、両方に署名したのは8名である。

## 各原則の概要
このジョグジャカルタ原則は前文・29項目の原則・付加勧告からなる。以下は各部の要点である。

### 前文
性的指向並びに性同一性に関連して、我々、国際人権法専門家会議一同は、万人は尊厳と権利において自由で平等であり、性別、国籍、人種、皮膚の色、言語、宗教、政治的またはその他の意見、民族的または社会的出身、財産、出生、あるいはその他の身分によって差別されることなく人権を享受する権利があることを再確認する。性的指向や性同一性を理由とした暴力、嫌がらせ、排除、汚名、偏見は性別、人種、年齢、宗教、障碍、健康状態、経済格差による差別と相関して深刻化しており、このことにより、当事者はインテグリティ（不可侵性、健全性）と尊厳を穢され、こうした差別や弾圧を被る境遇に置かれ、自尊心や社会への帰属意識を弱められ、多くは自らの心をやむなく揉み消したり、抑圧したり、恐怖の生活や人目を忍んだ生活を余儀なくされていることに心を痛め、歴史的に同性または両性との性的関係やトランスセクシュアル、トランスジェンダーあるいはインターセックスであることを理由に人々が人権を蹂躙されてきたことを認識する。性的指向とは各個人の異性、同性または両性への深い情緒的感情、好意的感情、そして性的魅力、そして親密な関係や性的な関係に関わる事項であることを理解し、性同一性とは各個人の人格としての性別により深く感じられた内的で個人的な経験、そして身体に対する性別の感覚（自由な同意によりなされた場合は、医学的、外科学的、およびその他の方法による身体的外見や機能の変更も含む）や服装、話法、振る舞いといった人格的性の表現（ジェンダー表現）も含めた経験に関する事項であり、それは出生の際に（外性器により）判別される性別に対応することもあればしないこともあることを理解する。
国際人権法は性的指向や性同一性に拘わらず万人の人権の完全な保障を主張し、とりわけ人格形成期、成熟期にある児童（18歳未満の者）の最善の利益は最優先に配慮される必要があることに留意し、すべての者の人権、即ち市民的、文化的、経済的、政治的、社会的権利の完全な享受の観点から国際人権法は絶対的な差別の禁止を要求し、性的指向や性同一性の尊重は男女の同権の実現に不可欠であり、国家はいずれかの性別の優劣や、ステレオタイプ化された男女の性役割に基く偏見や因習を除去するための手段を講じる義務があり、さらに国際社会は個人の性と生殖の健康に関連した事柄を、他の強制や差別、暴力なしに自由に、かつ責任を持って決定する権利を承認したことを明記する。

### 第1原則 人権の普遍的享受への権利
すべての人間は尊厳と権利において生れながらに自由にして平等である。各個人の性的指向や性同一性のいかんに拘わらず、全ての人権を完全に享受する。
国家は、(a) 自国の憲法あるいはその他の法規定に、すべての人権の普遍性、親密性、相関性、不可分性の原則を明記し、すべての人権の普遍的享受が現実となるよう保障する。(b) 刑法も含めてあらゆる法規定を改定し、すべての人権の普遍性が徹底するよう保障すること。(c) 性的指向や性同一性に拘わらず全ての人権の完全な享受を促進、向上させる教育や意識向上の課程を実施する。(d) 国家の政策や意思決定に性的指向や性同一性も含めたすべての人間の自己同一性の全ての側面が、相互に関連しており不可分であることを承認、主張する複眼的アプローチを組み入れる。

### 第2原則 法の下の平等と差別を受けない権利
万人は法の下で平等であり、等しく法の保護を受ける。法は万人への性的指向や性同一性による全ての差別を厳禁し、あらゆる差別から等しく有効な保護を与える。こうした差別は性別、人種、年齢、宗教、障碍、健康状態、経済格差を理由とする差別と相関し深刻化しており、同様に人権問題である。国家は自国の憲法あるいはその他の法規定に法の下の平等の原則と性的指向並びに性同一性を理由とする差別禁止の原則を明記し、その改正と解釈が規定されていない場合にはそれらも含めて明記し、当原則が効果的に実現されることを保障する。そして国家は教育課程や職業訓練、研修も含めてあらゆる性的指向や性同一性やその表現に対しての偏見や差別的態度や言動を払拭することを目的とするあらゆる有効な対策を講じる。
YP+10による追記あり。

### 第3原則 法の下に承認される権利
万人はあらゆる場所において法の前に人としてその人格を承認される権利を有する。多彩な性的指向や性同一性を持った人々は生活のあらゆる場面において法的能力を享受する。各個人の自己規定された性的指向や性同一性はその個人の人格に不可欠なものであり、自己決定権、尊厳、自由の最も基本的側面の一つである。性同一性の法的承認、つまり法的性別変更の条件にホルモン療法や不妊手術や性別適合手術といった医学的治療は必須とされない。結婚している、あるいは親であるといった社会的身分もその当事者の性同一性の法的承認つまり法的性別変更を妨げない。万人は性的指向や性同一性を否定したり、揉み消したり、抑圧するよう圧力をかけられない。
国家は、(a) 万人が性的指向や性同一性によって差別されずに民事において法的能力が承認されるよう、そして万人が契約を結ぶことや、財産の管理や取得、処分の際も含めて、その法的能力を行使できるよう保障する。(b) 各個人の自己規定された性同一性が完全に尊重され、法的に承認されるために必要なあらゆる立法的、行政的手段を講じる。(c) 国家の発給する出生証明書や旅券も含めた個人の性別を表記するあらゆる身分証明書や文書に、個人の自己規定された性同一性が反映されるようあらゆる立法的、行政的措置を講じる。(d) こうした措置は効果的に、公平に、非差別的に行われ、当事者の尊厳やプライバシーが尊重されるよう保障する。(e) 身分証明書の変更は、法や政策によって当事者の身元確認や分類が必要なあらゆる場合にも承認されることを保障する。(f) 性別移行や性別適合が必要なすべての人々のために社会的支援を提供するための特別計画を実施する。

### 第4原則 生命の権利
何人も性的指向や性同一性を理由をする場合も含めて生命を奪われない。死刑は成人間の同性であれ、異性であれ、双方の同意による性交やその者の性的指向や性同一性を理由に科されてはならない。

### 第5原則 人身の安全の権利
万人は性的指向や性同一性に拘わらず人身の安全の権利を有する。性的指向や性同一性による暴力や傷害から、それが公務員やあらゆる個人ないし団体によるものであれ、国家により保護される権利を有する。
国家は、(a) 性的指向や性同一性に関連したあらゆる形態の暴力や嫌がらせを予防し、そうした暴力や嫌がらせから当事者を保護するあらゆる必要な政策や措置を講じる。(b) 家庭も含め生活のあらゆる場面において、個人や団体の性的指向や性同一性を理由とした暴力、脅迫、暴力の教唆、そして嫌がらせに対して適切な刑罰を科すためにあらゆる立法的手段を講じる。(e) 公務員、そして実際にまたは潜在的に暴力を実行し得る者に、性的指向や性同一性に由来する暴力の要因となる偏見と闘うための意識向上の運動を実施する。

### 第6原則 プライバシーの権利
万人は性的指向や性同一性に拘わらず私生活の権利を家庭、家族、通信においても恣意的あるいは不当に干渉されることなく享受する。そして同時に名誉や評判の不当な攻撃からも保護される。プライバシーの権利には基本的に、性的指向や性同一性についての情報を公にするかしないかの選択権、身体に関する決定や性的関係に関する選択の権利を含む。
YP+10による追記あり。

### 第7原則 恣意的拘束からの自由
万人は恣意的に逮捕または拘束されない。性的指向や性同一性による逮捕や拘束はそれが裁判所やその他の指示によるものであっても恣意的である。逮捕された者は性的指向や性同一性に拘わらず、公平に逮捕の理由と罪状を知らされ速やかに有罪であれ無罪であれ、その者の拘束の合法性を規定する司法の訴訟に付される。

### 第8原則 公平な裁判を受ける権利
万人は法的訴訟、刑事訴訟における権利と義務の決定に際して、正当で独立した公正な裁判による公平で公的な審理を受ける権利を性的指向や性同一性に拘わらず偏見や差別なしに受ける権利を有する。
国家は、(a) 民事、刑事の各段階の訴訟並びにその他すべての権利と義務を規定する司法、行政訴訟に於いて性的指向や性同一性による偏見を禁じ、撤廃するあらゆる立法的、行政的措置を講じ、証言、弁護、意思決定の信憑性が性的指向や性同一性を理由に嫌疑されないことを保証する。(b) 性的指向や性同一性に関する偏見を動機とした刑事起訴ないし民事訴訟から当事者を保護する必要かつ正当な措置を講じる。(c) 裁判官や裁判所の職員、検察官、弁護士に人権に関する国際法規および公平と差別禁止の原則に関する職業訓練や意識向上の課程を実施する。

### 第9原則 勾留中に人道的に扱われる権利
法の規定により勾留されたものは個人の尊厳を尊重され人道的に扱われる。性的指向や性同一性は尊厳に不可欠である。
国家は、(a) 収監に際しては当事者を性的指向や性同一性を理由として隔離すること、あるいは暴力や身体的、心理的、性的虐待の危険に晒すことの回避を保障する。(b) 刑事施設は収監中の当事者に必要に応じた医学的治療およびカウンセリングへの充分な機会を提供し、エイズ(HIV)検査やその治療、求めがあればホルモン療法や性別適合手術といった医学的治療も含めて性と生殖の健康に関する当事者の個別の要望を承認する。(c) 可能な限り全ての囚人が当事者の性的指向や性同一性に適した収監の場所に関する決定に参加することを保障する。(d) 性的指向や性同一性あるいはその表現を理由に暴力や虐待に晒され易い全ての囚人を保護する措置を講じ、可能な限りそうした措置が一般の囚人と比較して当事者の権利を制約しないように保障する。(e) 配偶者の訪問が許可されている場合、そのパートナーの性別に拘わらずその訪問が全ての囚人や勾留者に認められるよう保障する。(f) 刑事施設を監視する独立した機関を国家による機関と同様に性的指向や性同一性の分野に従事する組織も含めた非政府組織による組織も支援する。(g) 刑務官や刑事施設の関係者すべてに人権に関する国際法規や、性的指向や性同一性に関する事項も含め公平と差別禁止の原則に関する職業訓練や研修、意識向上の課程を実施する。
YP+10による追記あり。

### 第10原則 拷問や残酷、非人間的、あるいは品位を傷つける扱いや処罰を受けない権利
万人は性的指向や性同一性を理由とする場合も含めて拷問や残酷で非人間的あるいは品位を傷つける扱いや処罰を受けない。
国家は、(a) 性的指向や性同一性に由来するこうした扱いや処罰、さらにこれらの教唆を予防し、保護を与えるためあらゆる立法的、行政的手段を講じる。(b) 性的指向や性同一性に由来する拷問や残酷で非人間的あるいは品位を傷つける扱いを受けた被害者を認知し、保障や賠償も含めた救済や必要に応じて医学的、心理学的看護を提供するためにあらゆる正当な措置を講じる。(c) 警官や刑務官そしてその他すべての公的および私的分野の関係職員にこうした扱いや処罰を予防するための意識向上の訓練や過程を実施する。
YP+10による追記あり。

### 第11原則 性的搾取を含むあらゆる搾取、および人身売買からの保護
万人は実際のあるいは認知された性的指向や性同一性に由来する場合も含め、性的搾取に限らずあらゆる形態の搾取や人身売買から保護される権利を有する。人身取引を防ぐ措置はそうした境遇や実際のあるいは認知された性的指向や性同一性によるあらゆる形態の不公平や差別を被り易い要因を指摘する。こうした措置は人身取引の対象とされる恐れのある者の人権に沿うものでなくてはならない。
国家は、(a) 実際のあるいは認知された性的指向や性同一性に由来する取引や売買、性的搾取に限らずあらゆる形態の搾取を防ぎ、保護するためのためにあらゆる立法的、行政的措置を講じる。(b) こうした措置は当事者の（売春、性風俗産業的）行為を犯罪化したり汚名を着せることなく当事者の不遇を増大させそうした行為に追い込まれないように行う。(c) 実際のあるいは認知された性的指向や性同一性による人身売買、人身取引、あらゆる形態の搾取にさらされやすい要因が、社会的排除や差別、家族や文化的共同体からの拒絶、経済的自立が不可能なこと、住居のないこと、自尊心を低下させるような社会の差別的態度、住居を借りることや雇用、社会的サービスを受けるにあたって差別から保護されないこと等であることを指摘する法的、教育的、社会的措置や過程を設ける。

### 第12原則 仕事を得る権利
万人は生産的でその者に相応しい仕事を適切で好ましい条件の下に得る権利、そして失業に対する保護を受ける権利を性的指向や性同一性により差別されることなく有する。
国家は、(a) 公的並びに民間のあらゆる雇用に於いて、職業訓練、就職活動、昇進、解雇、雇用条件や賃金も含めて、性的指向や性同一性による差別を撤廃し禁止するあらゆる立法的、行政的措置を講じる。(b) 全ての公職、すべての公務員や警察や軍隊の含めた公的機関における雇用において性的指向や性同一性による差別を撤廃し、差別的態度を払拭する適切な訓練や意識向上の課程を提供する。

### 第13原則 社会保障およびその他の社会的保護措置を受ける権利
万人は性的指向や性同一性によって差別されることなく社会保障や社会的保護を受ける権利を有する。
国家は、(a) 性的指向や性同一性による差別なしに社会保障や社会的保護を等しく受けられるようあらゆる立法的、行政的措置を講ずる。この社会保障には雇用を得るための支援や、失業時の手当、妊娠休暇や育児休暇、性同一性を理由とする身体変更の治療も含めた健康保険の適用や疾患手当、社会保障、家族手当、配偶者ないしパートナーの疾病や死亡の際の年金や手当も含まれる。(b) 児童やその家族が社会保障制度あるいは社会手当、福祉手当を受ける際にその性的指向や性同一性によって如何なる差別的扱いも被らないことを保障する。(c) 性的指向や性同一性による差別なくして貧困削減政策や計画の恩恵を受けられることを保障するためにあらゆる立法的、行政的手段を講じる。

### 第14原則 充分な生活水準への権利
万人は十分な食糧、安全な飲料水、十分な衛生状況、被服、そして絶え間ない生活状況の改善を享受する権利も含め、充分な生活水準のもとで生活する権利（十分な生活水準を保持する権利）を性的指向や性同一性により差別されることなく有する。

### 第15原則 好ましい住居を得る権利
万人は追放からの保護や避難施設を含めて性的指向や性同一性により差別されずに安全で好ましい住居を得る権利を有する。
国家は、(a) 性的指向や性同一性や婚姻、家庭の地位による差別なく、快適で住みよく文化的で安全な住居を得られることを保障するあらゆる立法的、行政的措置を講じる。(b) 国際人権条約により認められない追放を禁じるあらゆる立法的、行政的措置を講じる。(c) 土地、不動産、相続に関して、性的指向や性同一性による差別なく公平な権利を保障する。(d) 性的指向や性同一性に由来して特に児童や若者が、社会的排除、家庭内暴力やその他の形態の暴力や差別、経済的自立のできないこと、家族や文化的共同体からの拒絶等も含め、ホームレスに陥りやすい要因を指摘する社会計画や支援計画を確立し、近隣の支援や保護の絆を促進する。(e) 全ての関係機関が性的指向や性同一性による差別の結果ホームレスや社会的不利益に直面する人々の要望を意識し対応することを保障するための訓練と意識向上の課程を提供する。

### 第16原則 教育への権利
万人は性的指向や性同一性により差別されることなく、しかもその者の性的指向や性同一性に考慮された教育を受ける権利を有する。
国家は、(a) 性的指向や性同一性による差別なくして等しく教育を受ける機会や、教育制度において就学者や教員、職員が公平に扱われるようあらゆる、立法的、行政的手段を講じる。(b) 教育が就学者の個性、才能、精神的ないし身体的能力を最大限に発展させること、そしてあらゆる性的指向と性同一性をもった就学者の要望に答えることを目的とすることを保障する。(c) 教育は人権尊重の発展を目的とし、多彩な性的指向と性同一性の尊重が考慮された上で、自らの両親や家族の一員、自らの文化や自らの言語並びに価値観を、理解、平和、寛容並びに公平の精神を持って尊敬、尊重することを目的とすることを保障する。(d)教育方法や教育課程ないし手段が、とりわけ、多彩な性的指向や性同一性の理解と尊重を深めること、さらに就学者の性的指向や性同一性の問題に関して就学者やその両親、そしてその家族の個別の要望に応じることを保障する。(e) 法や警察は当事者の就学者と当事者の教員や職員にも適切な保護を与え、性的指向並びに性同一性を理由とした学校でのいじめや嫌がらせも含めたあらゆる形態の社会的排除から就学者と教員、職員を保護する。(f) 排除や暴行を受けた就学者がこうした保護を受けたことを理由に仲間外れにされたり、隔離されたりすることなくその最善の利益が社会参加が可能になるような形で尊重されることを保障する。(g) 教育施設に於ける規律は、性的指向や性同一性やその表現による差別や懲戒なくして、人間の尊厳に沿うよう運用されるよう保障されるようあらゆる立法的、行政的手段を講じる。(h) 万人がすでに教育制度により差別を被ってしまった成人のための成人教育を含めて、差別なく生涯学習を受ける機会を得られるように保障する。
YP+10による追記あり。

### 第17原則 到達可能な最高水準の健康への権利
万人は性的指向や性同一性による差別を受けることなく、到達可能な最高水準の身体並びに精神の健康状態にあるよう医療を受ける権利を有する。性と生殖に関する健康はこの権利の基本的側面である。
国家は、(a) 性的指向や性同一性による差別なしに到達可能な最高水準の健康を享受できるようにあるゆる立法的、行政的手段を講じる。(b) 性的指向や性同一性による差別無くして万人が医療機関での治療や資源、サービスを受けられるよう、そして自らの診療録開示の権利を得られることを保障するためあらゆる立法的、行政的手段を講じる。(c) 医療機関や資源、サービスは性的指向や性同一性による差別なくしかもその者の性的指向や性同一性を考慮して、万人の健康状態を改善しその要望にこたえること、そして診療録は守秘義務を持って扱われることを保障する。(d) 性的指向や性同一性を理由に当事者の健康を損なうような差別、偏見、その他の社会的要因を指摘する計画を発展、成就させる。(e) 医学的治療や看護に関する患者自らの決定を万全なインフォームド・コンセントに基いて行えるように保障する。(f) 性や生殖の健康、教育、予防の看護や治療のサービスは性的指向や性同一性の多彩さを尊重し、差別なく万人にいきわたるように保障する。(g) 性別適合に関連した身体変更を受けられることを容易にし、それが法的に正当であり差別的でない治療とし、看護や支援も容易に得られるようにする。(h) 全ての医療機関での治療は患者とそのパートナーに、性的指向や性同一性による差別なく提供され、親族の同意も得られるよう保障する。(i) 各個人の性的指向や性同一性を完全に尊重して到達可能な最高水準の医療を提供できるよう政策を実践し、医療分野に従事する関係者全てに必要な教育や訓練の計画を実施する。
YP+10による追記あり。

### 第18原則 医学的乱用からの保護
万人は性的指向や性同一性により医学的、心理学的治療や臨床検査を強要されない。あらゆる分類（DSM-IVやICD-10）の規定に拘わらず、個人の同性や両性への性的指向や身体とは異なる性同一性はそれ自体は病気ではなく、その意識を治療されたり抑圧されない。
国家は、(a) 性的指向や性同一性を理由とした危険な治療から、それが行動や身体的外観、認知された性概念に関する文化やその他に由来するステレオタイプを理由とする場合も含めて、保護されるようにあらゆる立法的、行政的手段を講じる。(b) 特に児童の体は児童の最善の利益の原則に従い、成熟に応じて十分なインフォームド・コンセントが得られるようになるまで医療介入から保護されるようにあらゆる法的、行政的手段を講じる。(c) 児童が医療乱用の危険にさらされないように保護機関を設立する。(d) 多彩な性的指向や性同一性を持った人々を非倫理的あるいは意志に反した予防接種や治療、エイズやその他の感染症に対する抗ウイルス剤の投与も含めた医療行為や実験から保護することを保障する。(e) こうした乱用を招きかねない診療基準や計画を見直し改正する。(f) あらゆる医学的、心理学的治療やカウンセリングは直接的ないし暗示的に当事者の性的指向や性同一性を病気として治療したり抑圧したりしないことを保障する。

### 第19原則 言論の自由と表現の自由の権利
万人は性的指向や性同一性に拘わらず、言論の自由や表現の自由を有する。これには服装の自由や名の選択、変更等を通した人格や個性の表現も含まれる。そして同時に、人権や性的指向や性同一性に関する事項も含めてあらゆる公正な情報を国境を越えて求め、得る権利を有する。
国家は、(a) 性的指向や性同一性による差別なく、そして他人の権利と自由を尊重しつつ、言論や表現の自由を完全に享受できるよう、そして性的指向や性同一性に関する情報や意見を法的権利の弁護や出版、放送、会合の主催や参加、安全な性交の情報の普及も含めて、交換できるようあらゆる立法的、行政的手段を講じる。(e) 言論や表現の自由の行使に際しては多彩な性的指向や性同一性の持った人々の権利や自由を侵さないよう保障する。
YP+10による追記あり。

### 第20原則 平和的集会と結社の自由
万人は性的指向や性同一性による差別を受けずに平和的集会の自由と結社の自由の権利、並びに平和的デモ活動を行う権利を有する。国家はこれらの集会や結社等において暴力や嫌がらせから当事者を保護する。当事者は差別なしに性的指向や性同一性に基いた組織や、当事者に情報を提供したり容易に意思疎通できるようにするための、あるいは多彩な性的指向や性同一性を持った人の人権を弁護するための組織を結成し、承認される権利を有する。
YP+10による追記あり。

### 第21原則 思想、良心および信教の自由
万人は思想の自由、良心の自由並びに信教の自由を性的指向や性同一性によって制約されず、この良心と思想には性的指向や性同一性が含まれる。これらの思想、良心並びに信教の自由は、国家が性的指向や性同一性のために必要な法の保護を否定したり、それにより差別を行う法や政策、実践を正当化する根拠とされてはならない。
国家は、(a) 個人が性的指向や性同一性に拘わらず単独、あるいは他者と連携して宗教的、非宗教的信条を保持し実践する権利、その信条について干渉されないこと、そして信条を強制、強要されないことを保障するため、あらゆる立法的、行政的手段を講じる。(b) 性的指向や性同一性に関して人権に反するような表現や、様々な意見の実行と発表、信念や信条は許されないことを保障する。

### 第22原則 移動の自由の権利
万人は性的指向や性同一性に拘わらず、国内において自由に移住、居住する権利を有する。外国への移住並びに自国への帰国を性的指向や性同一性によって決して制約されてはならない。

### 第23原則 難民申請の権利
万人は性的指向や性同一性を理由とした場合も含めて、迫害を受けた際には他国に亡命を求め享受する権利を有する。国家は性的指向や性同一性により拷問、迫害、あるいはその他の形態の残酷な、非人間的あるいは品位を傷つける扱いや処罰の受ける恐れのある国に難民申請者を送還、追放あるいは身柄を引き渡してはならない。
国家は、(a) 性的指向や性同一性による迫害の恐れが難民の地位の認定と亡命の理由として受け入れられるよう立法を見直し改正する。(b) 如何なる政策や実践も難民申請者を性的指向や性同一性を理由に差別しないことを保障する。(c) 如何なる者をも性的指向や性同一性を理由に拷問、迫害、あるいはその他の形態の残酷で非人間的あるいは品位を傷つける扱いや処罰を受ける恐れのある国家に送還、追放あるいは身柄を引き渡さないことを保障する。
YP+10による追記あり。

### 第24原則 家庭を築く権利
万人は性的指向や性同一性に拘わらず、家庭を築く権利を有する。家庭には多彩な形態がある。如何なる家族の何人も性的指向や性同一性によって差別されない。
国家は、(a) 養子縁組や出産支援、人工授精をも含めて家族を築くことができるようあらゆる立法的、行政的手段を講じる。(b) 法や政策は血縁や結婚にとらわれず多彩な家族の形態を承認し、性的指向や性同一性による差別を受けずに家族に関する社会保障や公的手当を受け、雇用や移民の権利を得られるよう保障する。(c) 児童に関するあらゆる決定に際しては、それが公的あるいは私的福祉施設によるものであれ、司法によるものであれ、児童の最善の利益が最優先されるようあらゆる立法的、行政的手段を講じる。(d) 児童に関するあらゆる決定、行為に際しては児童が自らの意見を表現できるよう、そして児童の成熟度に応じてその意見が尊重されるよう保障する。(e) 同性結婚や登録パートナーシップ制度が承認されている国家においては、異性の婚約者やパートナーに与えられるあらゆる権利、特権、義務あるいは利益が同性の婚姻者やパートナーにも等しく与えられるよう保障する。(f) 異性の未結婚のパートナーに与えられるあらゆる義務、権利、特権、利益を同性の未結婚のパートナーにも等しく与えられるよう保障する。(g) 結婚や法的に承認されるパートナーシップ制度は婚約者あるいはパートナーの同意によってのみ成立することを保障する。
YP+10による追記あり。

### 第25原則 公的生活に参加する権利
すべての市民は性的指向、性同一性による差別を受けずに被選挙権や、自らの利益を反映させるべく政策に参画する権利を含めた参政権や、警官や軍人も含めた公務員の職に就く権利すなわち公民権を有する。
国家は、(a) 各個人の性的指向や性同一性による差別なくしかもそれが完全に尊重されたうえで公的生活や政治、そして全ての公職や警察や軍隊における雇用も含め参加できる権利を享受できるようあらゆる立法的、行政的手段を講じる。(b) 性的指向や性同一性に関して、公的生活に参加することを妨げるあらゆるステレオタイプや偏見を除去するためあらゆる立法的、行政的手段を講じる。(c) 各個人の自らの利益を反映させるべく政策の形成に、その性的指向や性同一性による差別なくしかもそれが完全に尊重されたうえで参加できる権利を保障する。
YP+10による追記あり。

### 第26原則 文化的生活に参加する権利
万人は性的指向や性同一性に拘わらず文化活動に参加する権利を有する。さらに文化活動への参加を通じて、性的指向や性同一性が多彩であることを表現する権利をも有する。
国家は、(a) 万人が性的指向や性同一性に拘わらずしかもそれが完全に尊重された上で、文化活動に参加できる機会を保障するためのあらゆる立法的、行政的措置を講じる。(b) 国内に存在する様々なグループの代表間の、性的指向や性同一性に関して異なった見解を持ったグループも含め対話と相互間の尊重を、当原則の掲げる人権の尊重に沿う形で促進する。

### 第27原則 人権を促進する権利
万人は、個人並びに他人との協力を通じて国家や国際規模での人権推進とその達成を、性的指向や性同一性による差別を受けずに遂行する権利を有する。この人権の推進には多彩な性的指向や性同一性を持った人の人権を促進や保護を含み、さらに新しい人権の概念の発展と議論、そしてそれらの社会的受容を弁護する権利をも含む。
国家は、(a) 人権の促進、保護、実現を目的に活動する人権活動家に、性的指向や性同一性に関する権利のための活動家も含めて、好ましい活動環境を整えるためにあらゆる立法的、行政的手段を講じる。(b) 性的指向や性同一性のために活動する人権擁護者を妨害するあらゆる行為や運動に対抗する、そして多彩な性的指向や性同一性を持った活動家への妨害に対抗するあらゆる適切な措置を講じる。(c) 人権擁護者がその性的指向や性同一性に拘わらず、そして弁護する人権の内容に拘わらず差別なく国内並びに国際的人権団体や機関に参加し、意思疎通できるように保障する。(d) 性的指向や性同一性に関して活動する人権擁護者を、その活動を理由とした、暴力、脅迫、報復、事実上のないし法的差別、圧力、あるいはその他のあらゆる国家ないし非国家の人間による恣意的な干渉から保護することを保障する。(e) 多彩な性的指向や性同一性を持った人々の人権を促進する組織が国内的なそして国際的な次元で承認され、受容されることを支援する。
YP+10による追記あり。

### 第28原則 効果的賠償請求権および補償を受ける権利
人権蹂躙を受けた者はすべて、それが性的指向や性同一性を理由としたものであっても効果的で適切な賠償請求権および補償を得る権利を有する。多彩な性的指向や性同一性を持った人々への賠償の提供を保障する目的の措置、あるいはその充分な改善の保障は効果的な賠償請求権および補償を得る権利に不可欠である。
国家は、(a) 立法や政策の変更も含めて、性的指向や性同一性を理由とした人権蹂躙を受けた被害者が、慰謝料や、リハビリテーション、無報復の保障やその他の適切な措置を通じて賠償請求権および補償を得られるために必要な法的訴訟制度を確立する。(b) こうした補償は適切な時期になされることを保障する。(c) 賠償請求権および補償を提供するための適切な制度や基準が設けられ、その関係者の全てが性的指向や性同一性による人権蹂躙に対処できるように研修がなされることを保障する。(d) 人権蹂躙を受けた全ての者が賠償請求権および補償を得るために必要な訴訟手続きに関する情報を得られるよう保障する。(e) 補償を求める訴訟費用を負担できない者に経済的支援を与え、経済的理由やその他の補償を求めるにあたっての妨げを除去する。(f) あらゆる段階の公的教育に従事する教員とその就学者を、そして職能団体を対象にした政策も含め、潜在的な人権蹂躙者を知り、当原則に沿うように人権に関する国際法規に対する尊重と敬愛を促進する教育や意識向上の課程を実施し、性的指向や性同一性を理由とする差別的態度と闘うことを保障する。

### 第29原則 責任追及
人権蹂躙を受けた者は全て、上記の諸原則に反する場合も含めて、人権蹂躙の直接的または間接的責任に対してその加害者が公務員であっても、そうでなくても、その行為を人権蹂躙の重大さに相応して責任追及を行うことができる。性的指向や性同一性に関連して人権蹂躙を行った加害者が処罰されないことはあってはならない。
国家は、(a) 性的指向や性同一性に関して人権蹂躙を行った加害者の責任の所在を明らかにするため、利用が容易で効果的な刑事訴訟、民事訴訟、行政訴訟制度を確立すると共に諸機関を監視する。(b) 実際の、あるいは認知された性的指向や性同一性を理由に犯された犯罪が発覚した場合は、全て上記の諸原則に記されたものも含めて速やかに且つ一貫して捜査され、適切な証拠が発見されれば、これらの犯罪は起訴され、裁判に付され、厳正に処罰されるように保障する。(c) 性的指向や性同一性に関する差別の撤廃を保障するため、法の制定や施行、政治を監視する独立した有効な機関や制度を確立する。(d) 性的指向や性同一性を理由として人権蹂躙を行った者に対する責任追及を妨げるあらゆる妨げを除去する。

### 付加勧告
すべての社会の構成員と国際社会は人権の確立に対して責任を負う。
- (a) 国際連合人権高等弁務官は当原則に賛同し、世界的規模でその実現を促進し国際連合人権高等弁務官事務所の実地次元での任務にも組み入れる。
- (b) 国際連合人権理事会は当原則に賛同し、性的指向や性同一性を理由とした人権蹂躙を重要視し、当原則の国家による同意を促進する。
- (c) 国際連合人権理事会特別報告官は性的指向や性同一性を理由とした人権蹂躙に着眼し、その任務の遂行に当原則を組み入れる。
- (d) 国際連合経済社会理事会は1996/31の決議に従って、性的指向や性同一性に関する人権の促進と保護のために活動する非政府組織を承認、受容する。
- (e) 国際連合人権条約機構はその判例法と国家に関する報告の審査も含めて積極的に当原則を組み入れて、適切に総括所見、もしくは多彩な性的指向や性同一性を持った人々に対する人権法の適用に関する解釈に関する文書を採択する。
- (f) 世界保健機関並びに国際連合エイズ合同計画は性的指向や性同一性に関して、当事者の人権と尊重を完全に尊重してその健康に関する要望に応え、適切な医療を提供するためにガイドラインを発展させる。
- (g) 国際連合難民高等弁務官は当原則を性的指向や性同一性を理由とする迫害を受けた、あるいはその恐れのある人々を保護するための任務に組み入れて、如何なる者も、人道支援やサービスを受ける際や難民の地位の決定に際して、性的指向や性同一性により差別されることのないように保障する。
- (i) 地域の人権裁判所は人権諸条約の解釈をなす当原則を組み入れ、性的指向や性同一性に関する判例法の発展に積極的に組み入れる。
- (k) 人道団体は当原則をあらゆる人道的活動に関連させ、人道支援に際して性的指向や性同一性による差別が行なわれないようにする。
- (l) 国内人権機関(NHRIs)は公務員や民間の人権擁護者が当原則を尊重するよう促進し、多彩な性的指向や性同一性を持った人々の人権を促進、保護することをその任務に組み入れる。
- (m) 医学会や法曹界、教育分野も含めて職能団体は当原則の実現を積極的に促進するように実践やガイドラインを見直すよう保障すること。
- (n) 営利組織は職場において当原則が尊重されることの保障と、国内的並びに国際的に当原則を促進することにおいて重要な役割を果たすことを認知し、そのために行動する。
- (0) マス・メディア（大衆媒体）は性的指向や性同一性に関連して紋切り型の報道を止め、多彩な性的指向や性同一性への寛容を促進し社会的に受容され、社会の意識が向上するよう務めること。
- (p) 政府や民間基金は多彩な性的指向や性同一性を持つ者の人権を促進し、保護するための非政府組織に経済的支援を行う。

YP+10による追記あり。

### 第30原則 国家の保護を受ける権利
性的指向、性同一性、性表現、性的特徴に関係なく、すべての人は、公務員であっても、いかなる個人や団体であっても、暴力、差別、その他の危害から国家によって保護される権利を有する。

### 第31原則 法的承認を受ける権利
誰もが、性別、ジェンダー、性的指向、性同一性、性表現、性的特徴に言及したり、それらの割り当てや開示を要求したりすることなく、法的に承認される権利を有する。性的指向、性同一性、性表現、性的特徴に関わらず、誰もが出生証明書を含む身分証明書を取得する権利を有する。このような文書に性別情報が含まれている間は、誰もがその文書内の性別情報を変更する権利を有する。